# Hørby (parochie, Frederikshavn)
Hørby is een parochie van de Deense Volkskerk in de Deense gemeente Frederikshavn. De parochie maakt deel uit van het bisdom Aalborg en telt 1108 kerkleden op een bevolking van 1154 (2004). Historisch hoorde de parochie tot de herred Dronninglund. In 1970 werd de parochie deel van de toen opgerichte gemeente Sæby, die in 2007 opging in de vergrote gemeente Frederikshavn.

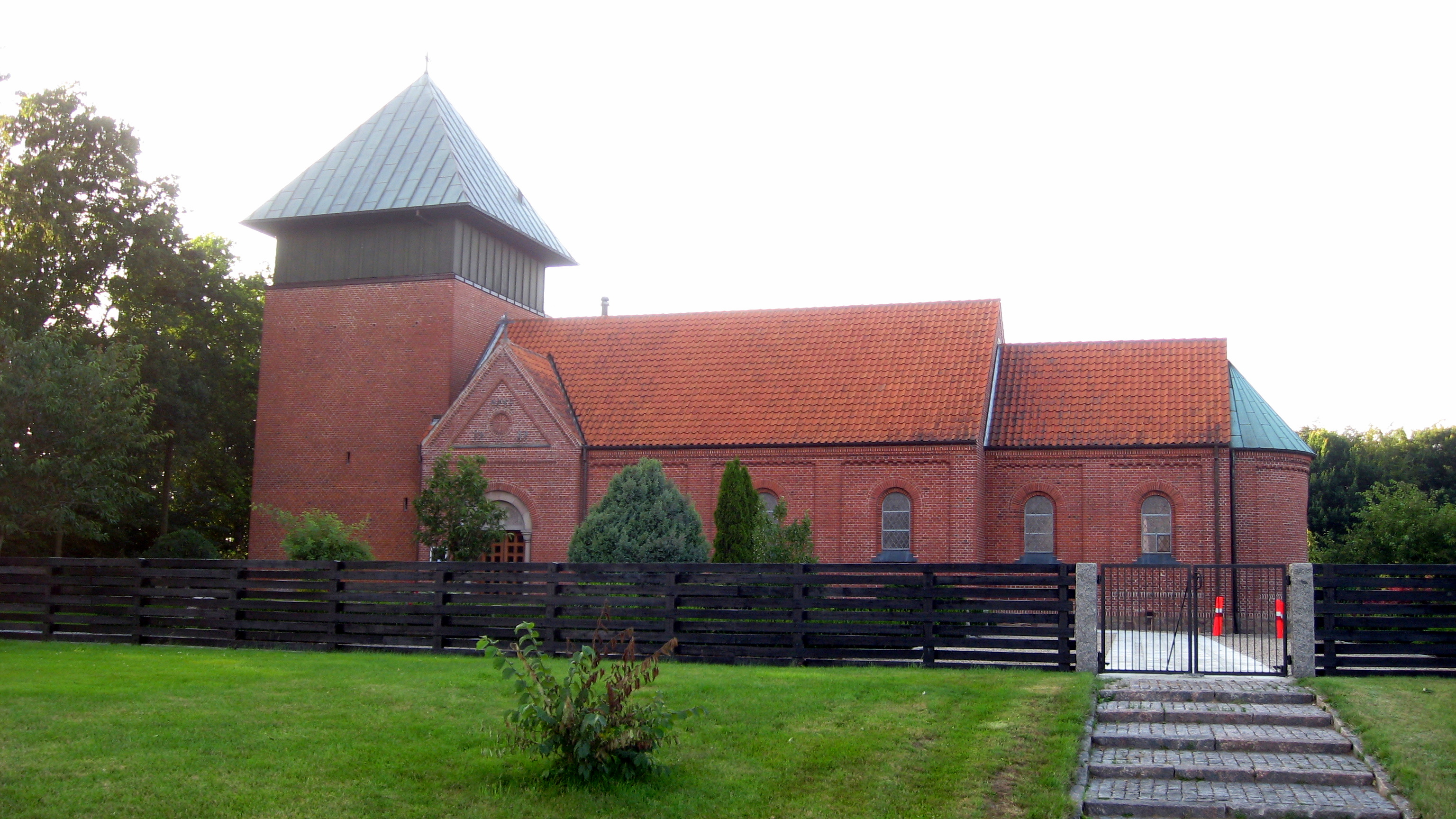
kerk van Badskær

De parochie telt twee kerken. De kerk in Hørby is de oudste en dateert uit de 12e eeuw. In 1908 kwam de kerk in Badskær daarbij.
Abildgård · Albæk · Åsted · Bangsbostrand · Elling · Flade · Frederikshavn · Gærum · Hørby · Hulsig · Jerup · Karup · Kvissel · Lyngsaa · Østervrå · Råbjerg · Sæby · Skærum · Skæve · Skagen · Torslev · Understed · Volstrup